# Горан Стефановски
Горан Стефановски (на македонска литературна норма: Горан Стефановски) е драматург и писател от Северна Македония.

## Биография
Роден е в 1952 година в Битоля, тогава във Федерална Югославия. Брат е на музиканта Влатко Стефановски. Завършва във Филологически факултет на Скопския университет английски език и литература. В 1972 - 1973 година учи драматургия в Театралната академия на Университета в Белград. В 1975 - 1977 година учи във Филологическия факултет на Белградския университет. В 1979 година защитава магистратура с тема „Сценичните напътствия като основа на драматургията на Самюъл Бекет“. От 1974 до 1977 година работи в драматичната редакция на Телевизия Скопие, а от 1978 до 1986 година е асистент във Филологическия факултет на Скопския университет. От 1986 до 1998 година е редовен професор по драматургия във Факултета за драматични изкуства в Скопие.
Живее и работи в Кентърбъри, Великобритания. Преподава драматургия в Кентърбъри Крайст Чърч Университет.
Член е на Македонския ПЕН център и на Дружеството на писателите на Македония от 1979 година, а от 2004 година е и член на Македонската академия на науките и изкуствата.

## Награди
- „Стале Попов“
- „11 октомври“
- „Стериина награда“ (два пъти)
- „Войдан Чернодрински“ (шест пъти)

## Творчество
- Клинч (телевизионна игра, 1974),
- Јане Задрогаз (драма, 1974),
- Чиракот Шекспир (радиодрама, 1975),
- Сослушувањето на железничарот (телевизионна драма, 1976),
- Томе од бензиската пумпа (телевизионен филм, 1978),
- Наши години (телевизионен сериал, 1979),
- Диво месо (драма, 1979),
- Тумба, тумба, дивина (телевизионна драма, 1980),
- Лет во место (драма, 1981),
- ХИ-ФИ (драма, 1982),
- Дупло дно (драма, 1983),
- Тетовирани души (драма, 1985),
- Бушава азбука (телевизионна драма, 1985),
- Црна дупка (драма, 1987),
- Long Play (драма, 1988),
- Кула вавилонска (драма, 1989),
- Травијата (либрето, 1989),
- Зодијак (либрето, 1990),
- Чернодрински се враќа дома (драма, 1991),
- Чернодрински (либрето, 1991),
- Гоце (монодрама, 1991),
- Сараево (драма, 1993),
- Старецот со камен околу вратот (монодрама, 1994),
- Оазата на Мира (телевизионна драма, 1994),
- Сега му е мајката (монодрама, 1995),
- Баханалии (драма, 1996),
- EX-YU (монодрама, 1996),
- Аирлија транзиција (телевизионен сериал, 1996),
- Casabalkan (драма, 1997),
- Демонот од Дебар Маало (драма, 2006).[3]